# ビーチロック

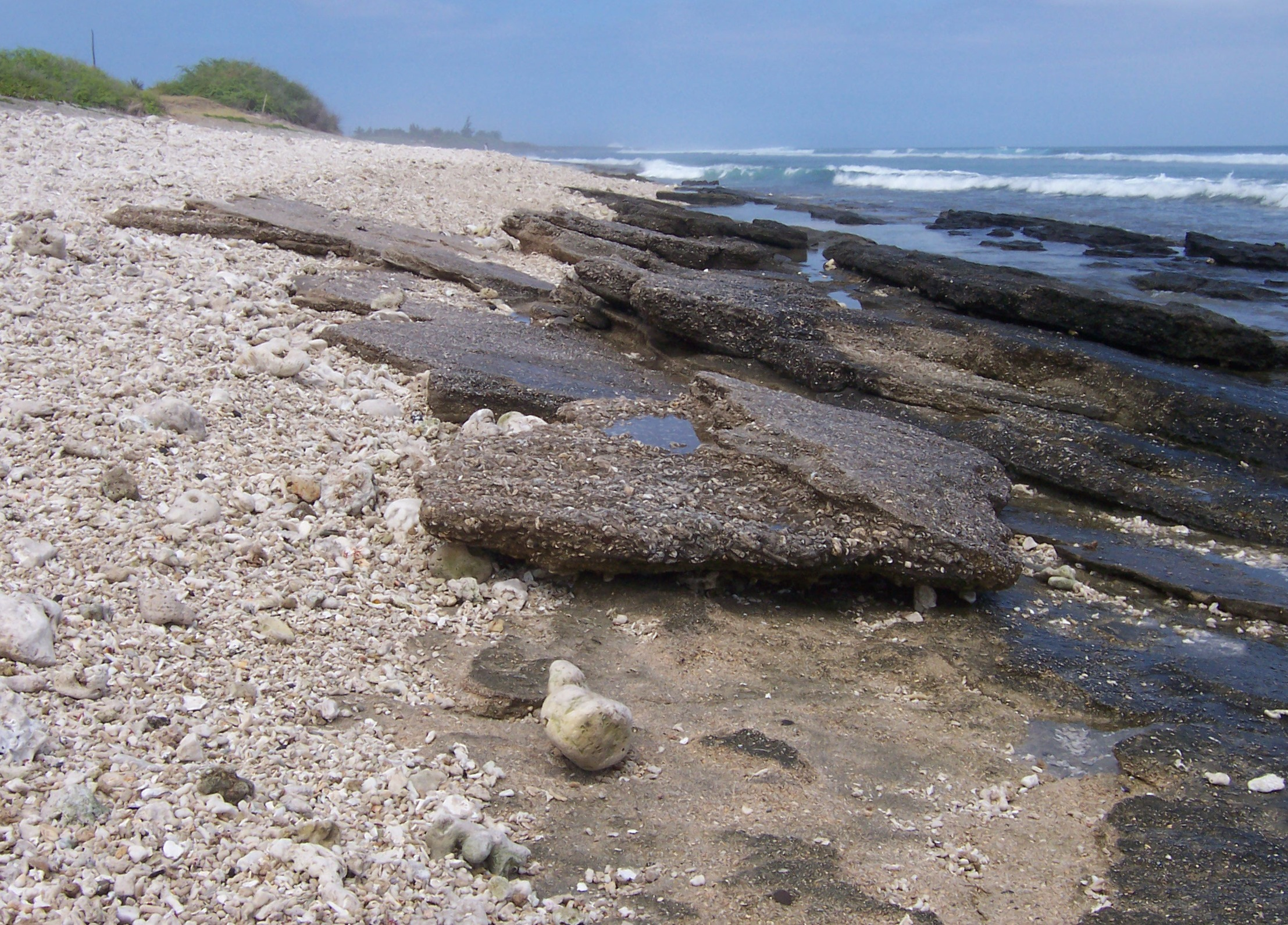
フランスの海外県レユニオンのビーチロック

ビーチロック（beach rock）は、炭酸カルシウムの膠結作用により、海浜堆積物が膠結されてできる、板状の石灰質の砂礫岩である。サンゴ礁のある砂浜にできることが多い。

## 日本におけるビーチロック
日本国内において、ビーチロックは南西諸島に普遍的にみられるが、能登半島や房総半島、四国や九州にも存在している。日本におけるビーチロックの北限は、石川県珠洲市の粟津海岸とされる。また、輪島市曽々木海岸や千葉県館山にみられるビーチロックはアルミとシリカからなるセメントで膠結されている。長崎県長崎市の脇岬海岸にみられるビーチロックは、九州地方では最大であり、長崎県指定天然記念物となっている。

## ビーチロックの成因
ビーチロックを膠結する炭酸カルシウムの起源については諸説あり、海水起源説、地下水起源説、微生物起源説などが提起・議論されてきた。
近年では安定同位体比から炭酸カルシウムの起源を探る研究が行われている。
また、ウレアーゼ活性を有する微生物によるセメントの析出も報告されている。
北海道大学大学院教授の川崎了はこうした尿素分解菌を使った、ビーチロックの人工的形成実験に成功した。各地の海岸で土着の細菌を使えば、反対運動を避けつつ、護岸などの強化・修復に応用できる可能性がある。